# Playfaircijfer

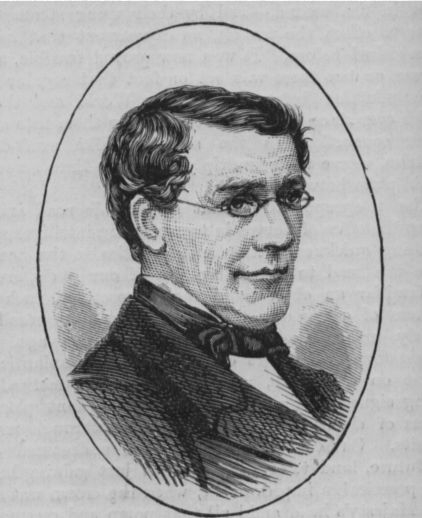
Charles Wheatstone.

Het Playfaircijfer is een van de klassieke handcijfers. Dit cijfer werd in 1854 door Sir Charles Wheatstone bedacht maar draagt de naam van Lyon Playfair die het gebruik ervan promootte. De eenvoud in gebruik en de veiligheid van deze substitutieversleuteling, vergeleken met andere substitutiecijfers zoals Vigenère, maakten van Playfair een populair cijfer, dat al snel als veldcijfer werd overgenomen. Joseph Mauborgne was in 1914 de eerste die het lukte het Playfaircijfer te breken.
Eerst wordt een 5×5-matrix van de letters uit het alfabet opgesteld. Voor de sleutel wordt op dezelfde manier als bij het bifid een sleutelwoord gekozen. De volgorde kan op alle mogelijke verschillende manieren, zolang bij het versleutelen en ontsleutelen maar dezelfde volgorde wordt aangehouden. Het sleutelwoord is hier STALINGRAD. Dubbele letters, bijvoorbeeld de tweede A, worden overgeslagen. De lege plaatsen in de matrix worden na het invullen van het sleutelwoord met de overblijvende letters alfabetisch ingevuld. De letters I en J worden als één letter gezien.
```
S  T  A  L IJ
N  G  R  D  B
C  E  F  H  K
M  O  P  Q  U
V  W  X  Y  Z
```

Eerst breken we de klare tekst op in digrammen, groepen van twee letters. Indien een digram uit twee identieke letters bestaat, voegen we een X tussen de tekst in. Indien er één letter overblijft, vullen we aan met een X.
```
DI TI SE EN ZE ER GE HE IM BE RI CH TX
```

Het versleutelen gaat per digram. Hiervoor wordt steeds een denkbeeldige rechthoek met de te versleutelen letters in de hoekpunten gebruikt. Gebruik nu de letters die op de tegenoverliggende hoekpunten liggen.
```
.  .  .  
L
 IJ
.  .  .  D  
B

.  .  .  .  .
.  .  .  .  .
.  .  .  .  .
```

Voor de rechthoek met de hoeken DI is dit dus BL.
```
DI TI SE EN ZE ER GE HE IM BE RI CH TX
BL
```

Bij het volgend digram TI liggen beide letters op dezelfde rij. We nemen dan de letters onmiddellijk rechts ervan op diezelfde rij. Als de letter op de meest rechtse plaats staat moet naar de meest linkse plaats door worden geteld.
```
S
  T  
A
  .  IJ
.  .  .  .  .
.  .  .  .  .
.  .  .  .  .
.  .  .  .  .
```

Voor het digram TI is dit dus AS. De A staat rechts van de T en aangezien de I helemaal rechts staat, wordt daar de S genomen.
```
DI TI SE EN ZE ER GE HE IM BE RI CH TX
BL AS TC CG WK FG
```

Bij het digram GE liggen beide letters in dezelfde kolom. We nemen dan de letters onmiddellijk eronder op diezelfde rij. Als het onderste element gebruikt is dan moet bovenste element worden genomen.
```
.  .  .  .  .
.  G  .  .  .
.  
E
  .  .  .
.  
O
  .  .  .
.  .  .  .  .
```

Voor het digram GE is dit EO.
Alle mogelijke situaties zijn nu beschreven en alle digrammen kunnen verder worden versleuteld.
```
DI TI SE EN ZE ER GE HE IM BE RI CH TX
BL AS TC CG WK FG EO KF SU GK BA EK AW
```

```
Cijfertekst: BLAST CCGWK FGEOK FSUGK BAEKA W
```

Om de cijfertekst te ontsleutelen is het alleen nodig deze volgorde om te keren: rechthoeken voor letters waarvan de rij en de kolom verschillen, de letters links wanneer ze in dezelfde rij liggen, en de letters erboven wanneer ze in dezelfde kolom liggen.
ADFGX · Autoclave · Atbash · Baconalfabet · Bifid · Caesarcijfer · Dubbele transpositie · One-time pad · Paardensprongcijfer · Playfair · Polybiusvierkant · Rozenkruisersgeheimschrift · Scytale · Straddling checkerboard · Substitutie · Transpositie · Trifid · Vigenère